# 女人與鬥士
《女人與鬥士》（IPA讀音：/waˈnita ˈdan satˈria/）是荷屬東印度（今印度尼西亞）友聯影業於1941年推出的一部黑白電影，由拉登·阿里芬執導，由翁福林監製，如今可能已經散佚。本片由朱瓦莉亞、拉特納·朱維達、希達雅特、Z·阿爾卡德里和穆薩主演，故事講述出身名門的好色之徒蘇德拉雅特濫用自己的社會地位來獲得女性的信任，最終遭到了報應。外界對《女人與鬥士》給予了積極的評價，其中一篇影評認為這部影片清楚描述了穆斯林社會的婦女問題。

## 劇情
蘇德拉雅特（Soedrajat）出身自上流社會，在社會上很有名望，卻濫用權勢，玩弄女性，而且不屑與低下層百姓交往。他的叔父家境富裕，但對自己的兒子蘇拉薩（Soelarsa）感到失望，他覺得蘇德拉雅特比心地善良、品格高尚的蘇拉薩更好，於是安排他成為自己的遺產繼承人。後來蘇德拉雅特看上了年輕貌美的古斯蒂雅（Koestijah），而蘇拉薩也在駕駛貨車的時候，救了古斯蒂雅一命，對她一見鍾情。結果蘇德拉雅特擺佈了古斯蒂雅的父親，迫使他同意自己和古斯蒂雅的婚事。
在婚禮上，蘇德拉雅特以前覬覦的對象達米妮（Tarmini）站了起來，告訴蘇拉薩和其他在場的賓客，準新郎的本性是多麼的醜惡，揭開他的真面目。蘇德拉雅特聽到之後大發雷霆，便拿出一把左輪手槍，把達米妮打傷，她說完一番遺言之後，就離開了人世。最後她的父親令蘇德拉雅特得到報應，為女兒報仇雪恨。

## 製作
《女人與鬥士》是友联影业的作品，由翁福林監製，由拉登·阿里芬執導，由沙倫擔任編劇。阿里芬以前參加過劇團，當過記者，是民族主義運動的支持者，初執導演筒的作品是友聯在1940年攝製的《溢血財產》。沙倫以前也是記者，還為友聯編寫過幾部電影的劇本。
這部黑白電影由朱瓦莉亞、拉特納·朱維達（Ratna Djoewita）、希達雅特（Hidajat）、Z·阿爾卡德里（Z. Algadrie）和穆薩（Moesa）主演，當中以穆薩的資歷最深，他在1938年憑陳氏影業攝製的電影《法蒂瑪》出道，然後在1940年加入友聯；朱瓦莉亞則在1940年參演友聯攝製的《用性命償還》，開始為友聯效力。另一方面，拉特納·朱維達和希達雅特在1941年之前沒有任何從影經驗。

## 發行與反響
《女人與鬥士》在1941年上畫，在8月時已經在萬隆的戲院放映，到9月時也已經在泗水上映。本片適合各年齡層的觀眾欣賞。同年稍後，總部位於日惹的考爾夫-比寧出版社（Kolff-Buning）把這部電影改編為小說，予以出版發行。當年土著知識分子看不起傳統戲劇，還有戲劇演員，同時社會上有一場運動，鼓勵他們觀看本地電影，聲勢越來越大。所以，宣傳人員要特別提到，這部電影起用的演員（沒有戲劇背景）值得尊重。
《泗水商報》的一份評論認為，《女人與鬥士》「清楚地描繪出了印度尼西亞女性岌岌可危的地位，並且激發出她們在穆斯林社會中更堅定地爭取自己權利的欲望。」該報另一篇影評則認為這部電影「從開頭到結尾都那麼引人入勝」，並呼籲「泗水影迷一定不要錯過。」

## 後續
《女人與鬥士》面世後，友聯影業又製作了兩部電影，不過阿里芬和後來轉投星辰影業的沙倫不久後就離開了友聯影業，沒有參與這兩部作品的製作過程。朱瓦莉亞之後繼續她的電影生涯，但戲份越來越小，結果在1950年代離開影壇，轉到舞台劇界發展。拉特納·朱維達和希達雅特在1941年之後就沒有拍攝過任何電影。
這部電影如今很可能已经散佚。美国视觉人类学家卡尔·G·海德認為，所有在1950年前制作的印尼电影均已散失。不过，J·B·克里斯坦托（J.B. Kristanto）在《印尼电影目录》中表示，印尼电影资料馆把好几部荷属东印度电影保存下來。印尼電影史學家米斯巴赫·尤薩·比蘭还指出荷兰政府新闻处收藏了几部日本宣传电影，使之留存至今。

## 備註
1. ↑  故事大綱根據當年《泗水商報》刊登的兩篇影評改寫而成；參見Soerabaijasch Handelsblad 1941, Sampoerna a和Soerabaijasch Handelsblad 1941, Sampoerna b。
2. ↑  原文：
3. ↑  原文：
4. ↑  原文：

## 腳註
1. 1 2  Filmindonesia.or.id, Wanita dan Satria.
2. 1 2  Biran 2009，第233頁.
3. 1 2  Soerabaijasch Handelsblad 1941, Sampoerna a.
4. 1 2  Soerabaijasch Handelsblad 1941, (untitled).
5. ↑  Filmindonesia.or.id, Moesa.
6. 1 2  Filmindonesia.or.id, Djuariah.
7. 1 2  Filmindonesia.or.id, Ratna Djoewita.
8. 1 2  Filmindonesia.or.id, R Hidajat.
9. ↑  Bataviaasch Nieuwsblad 1941, Bandoeng.
10. ↑  WorldCat, Wanita dan Satria.
11. ↑  Biran 2009，第262–263頁.
12. ↑  Soerabaijasch Handelsblad 1941, Sampoerna b.
13. ↑  Biran 2009，第263頁.
14. ↑  Biran 2009，第234頁.
15. ↑  Heider 1991，第14頁.
16. ↑  Biran 2009，第351頁.